# الحزب العثماني للامركزية الإدارية
حزب اللامركزية الإدارية حزب عربي تأسس في القاهرة في أوائل القرن العشرين (سنة 1912) كان الحزب يدعو إلى الإصلاح في السلطنة العثمانية واللامركزية الإدارية. أسسه عدد من النخبة العربية ذوات المكانة المرموقة، أبرزهم محمد رشيد رضا ورفيق العظم وحافظ السعيد من يافا وعلي النشاشيبي من القدس. أنشأ الحزب له فروع في كل مدينة في بلاد الشام، إذ أصبح هذا الحزب أفضل من يمثل أهداف العرب من حيث قوة التأثير والتنظيم.

## أهداف الحزب ذات شقين
- إظهار أهمية اللامركزية في الحكم للحكام الأتراك.
- أن تُشجع الرأي العام العربي من أجل دعم اللامركزية.

## أعضائه
كان من أعضائه: محمد رشيد رضا وعبد الحميد الزهراوي وسعيد بن علي الكرمي، وحسن شاكر حماد.